# Art inca

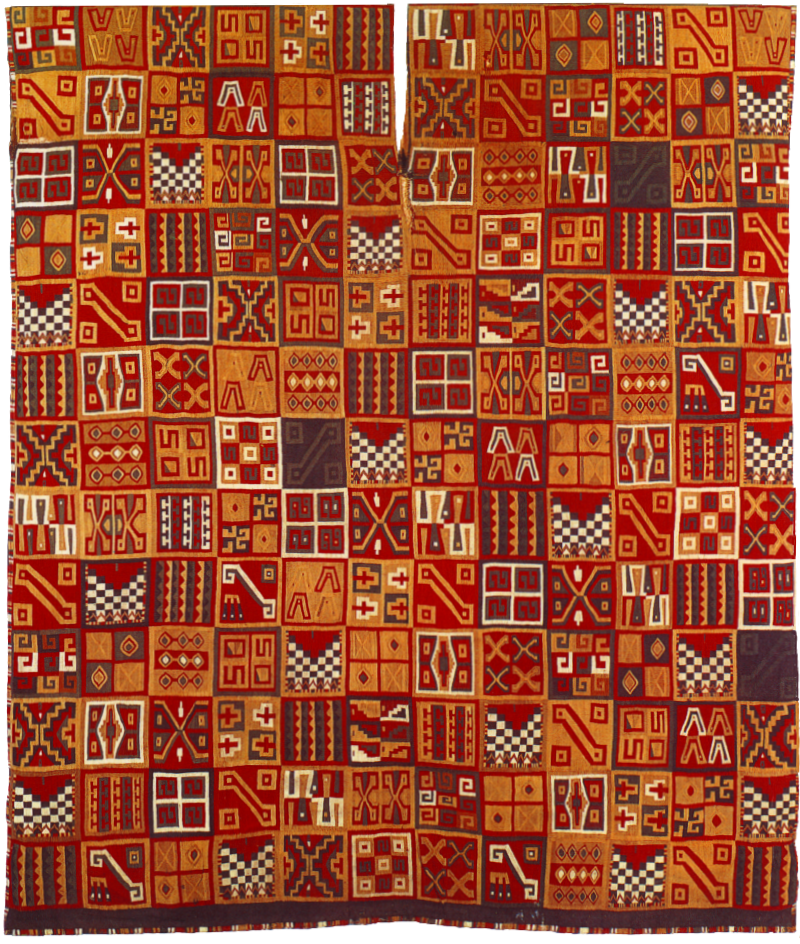
Tunique incaïque

L'art inca influença faiblement la plupart des cultures andines dont il bloqua sans doute l'essor, mais il ne modifia pas profondément la tradition. Il ne marqua guère que les tribus proches de Cuzco et les chefs des ethnies constitutives de l'empire inca dont la population, dans son ensemble, continua de vivre selon ses coutumes ancestrales. En outre, cette nation inca, même après qu'elle se fut enrichie de l'apport culturel des Chimú, demeure à l'image de son environnement.

## Utilisations des matériaux
L'art des Incas témoigne d'une certaine rigidité ou pour le moins d'une certaine rigueur. Leur production de poteries fut importante. D'autres populations péruviennes, notamment le long de la côte pacifique, comme les Mochicas par exemple, déployèrent beaucoup plus de fantaisie et laissèrent davantage libre cours à l'imaginaire dans la production d'une céramique souvent raffinée. Une particularité des Incas réside dans l'utilisation plus répandue du bois.
L'orfèvrerie est un autre domaine de prédilection et ils avaient atteint un haut degré de perfectionnement dans la production d'objets en or, argent, platine, étain ou cuivre. Ils réalisent aussi de nombreux alliages. Les métaux, d'origine météoritique, étaient surtout travaillés pour la décoration plutôt qu'à des fins utilitaires.
Ainsi, la plupart de ces œuvres étaient destinées aux temples (décoration de ceux-ci et objets de culte) et de nombreux bijoux (bracelets, pendentifs et surtout les disques fixés aux oreilles) étaient créés pour parer la famille impériale et les hauts dignitaires.
Le tissage avait atteint un très haut niveau artisanal; comme dans toutes les grandes civilisations précolombiennes, les éléments décoratifs des tissus « narrent » quelque chose, leurs motifs représentent souvent les attributs ou les symboles d'un clan, d'une tribu, d'une divinité.

Art inca
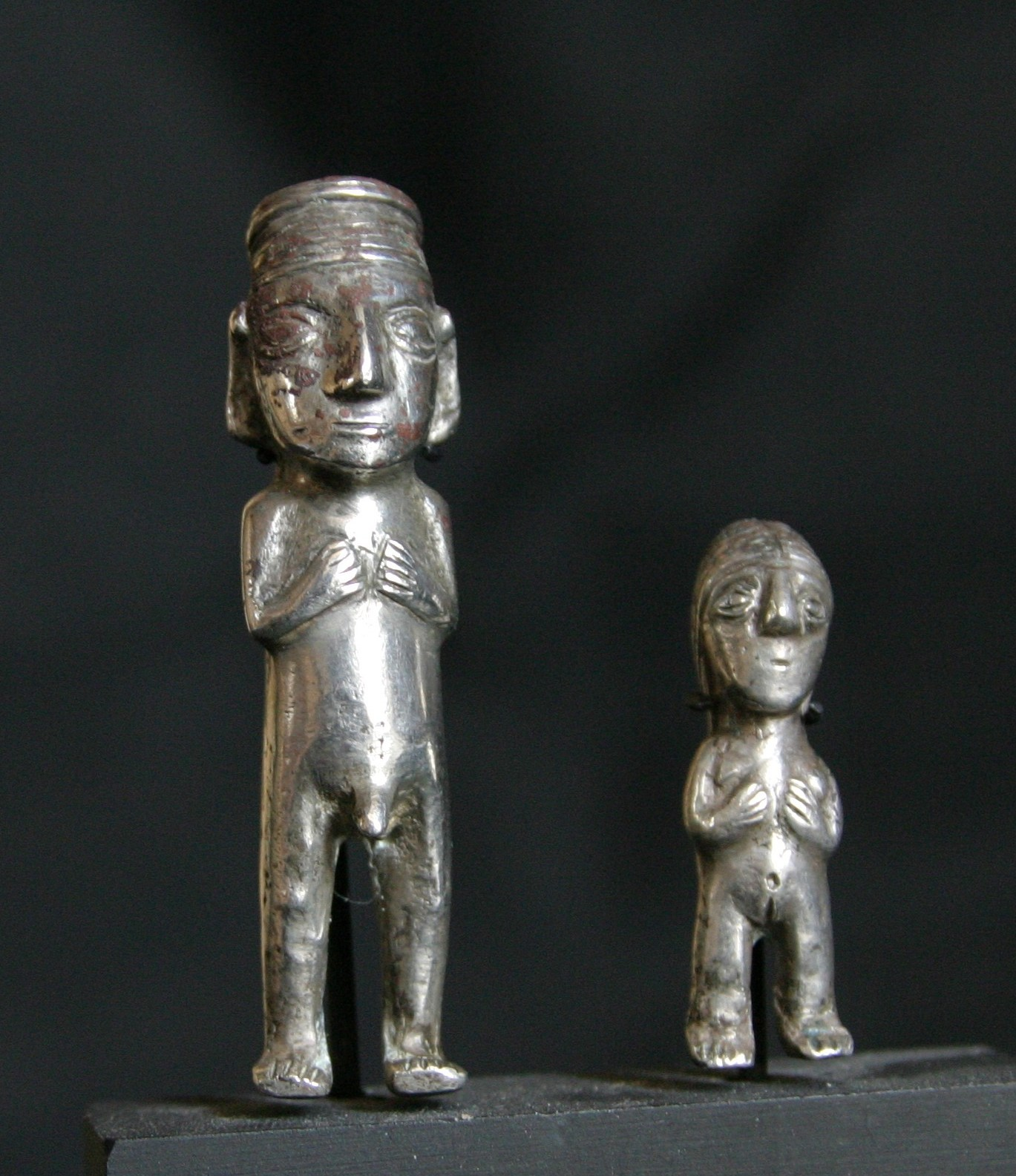
figurines en argent, Lombards Museum
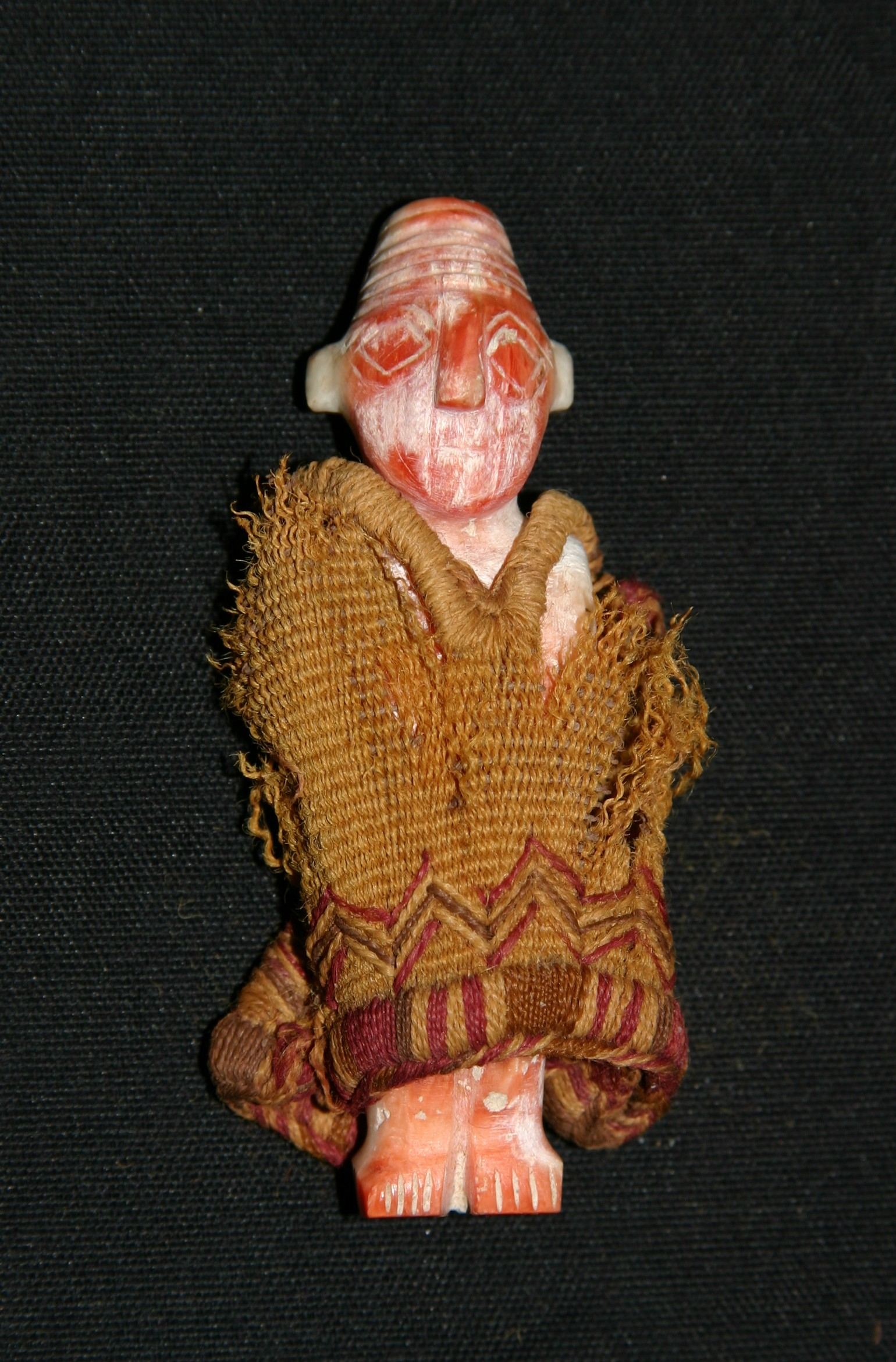
figurine en spondylus avec tunique en laine d'alpaga, Lombards Museum
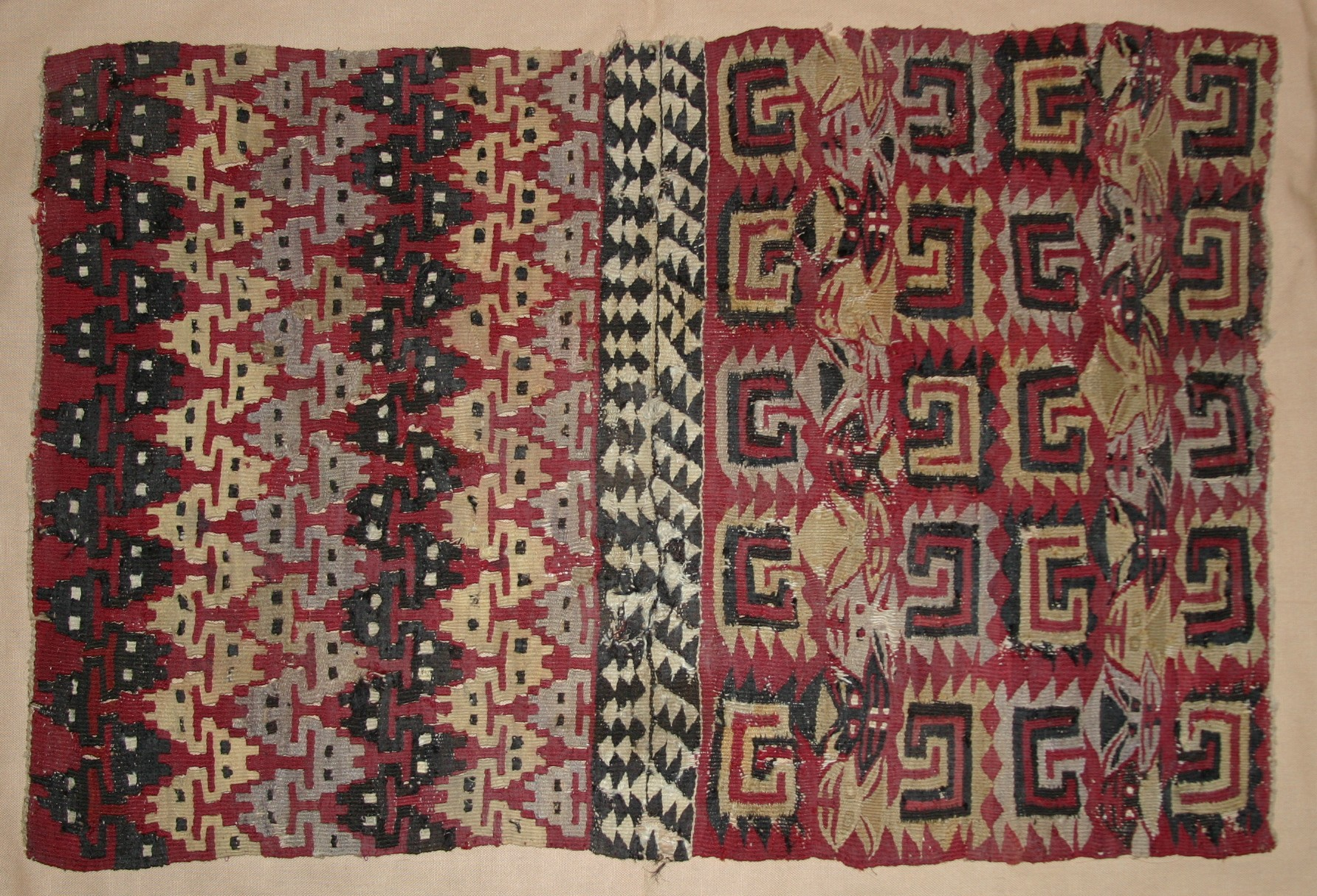
tapisserie avec crabes et poissons entrelacés, Lombards Museum
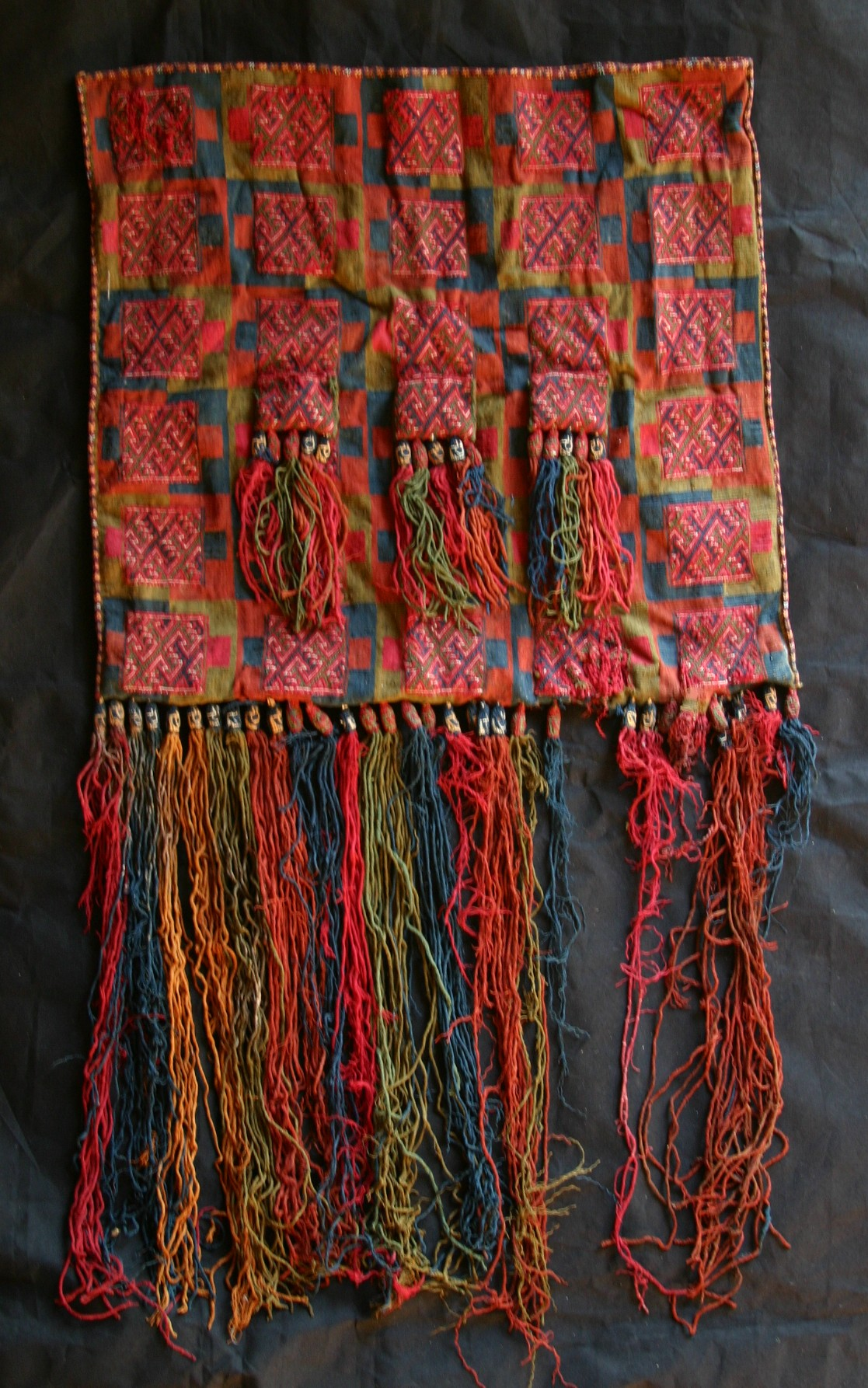
sac, Lombards Museum

## La littérature et la musique
À la différence des Mexicas qui leur sont contemporains, les Incas ne semblent pas avoir eu d'écriture. De nombreuses tentatives ont été faites pour prouver que les dessins qui ornent les étoffes cuzquéniennes sont en réalité des pictogrammes ou des idéogrammes mais aucune d'elles n'a abouti à des résultats convaincants. Tout récit était donc transmis oralement. Il existait des amawtas dont la fonction était de recueillir et transmettre l'ensemble des récits historiques et légendes. Cette tradition orale s'accompagnait d'un développement important de la poésie. Elle avait pour thèmes principaux la mythologie et les hauts faits des empereurs. La poésie était très liée à l'art de la musique. Les deux étaient exercés aussi bien lors des fêtes que dans la vie quotidienne lors des récoltes et autres travaux collectifs.
Les instruments de musique utilisés étaient entre autres : la flûte de pan ou antara, la flûte à encoche ou kena, l'ocarina, des tambours et tambourins, des grelots, des sortes de trompettes faites à partir de céramique.